# Begonia picturata
Espèce
Begonia picturata est une espèce de plantes de la famille des Begoniaceae.
Elle a été décrite en 2005 par Yan Liu (2003), Shin Ming Ku (2004) et Ching I Peng.